# Von Plessen

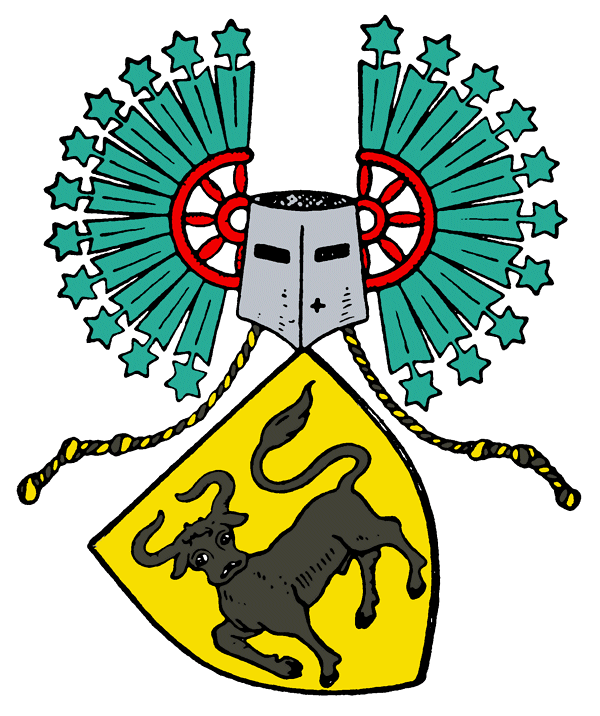
Herb rodu von Plessen

von Plessen – arystokratyczny ród duński. Wydał trzech ministrów w Danii XVIII wieku.

## Przedstawiciele rodu
- Christian Siegfried von Plessen (1644-1721) – minister Danii
- Christian Ludvig von Plessen (1676-1752) – minister Danii, syn Christiana Siegfrieda
- Carl Adolph von Plessen (1678-1756) – minister Danii, syn Christiana Siegfrieda
- Helmuth von Plessen (1699-1761) – królewsko-polski i elektorsko-saski szambelan i rzeczywisty tajny radca

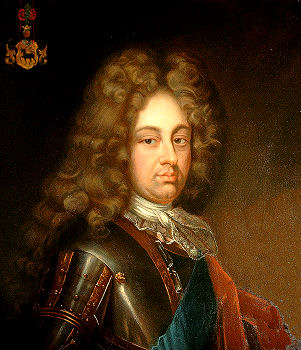
Carl Adolph von Plessen
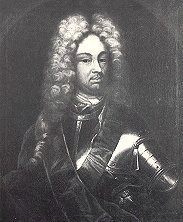
Christian Ludvig von Plessen
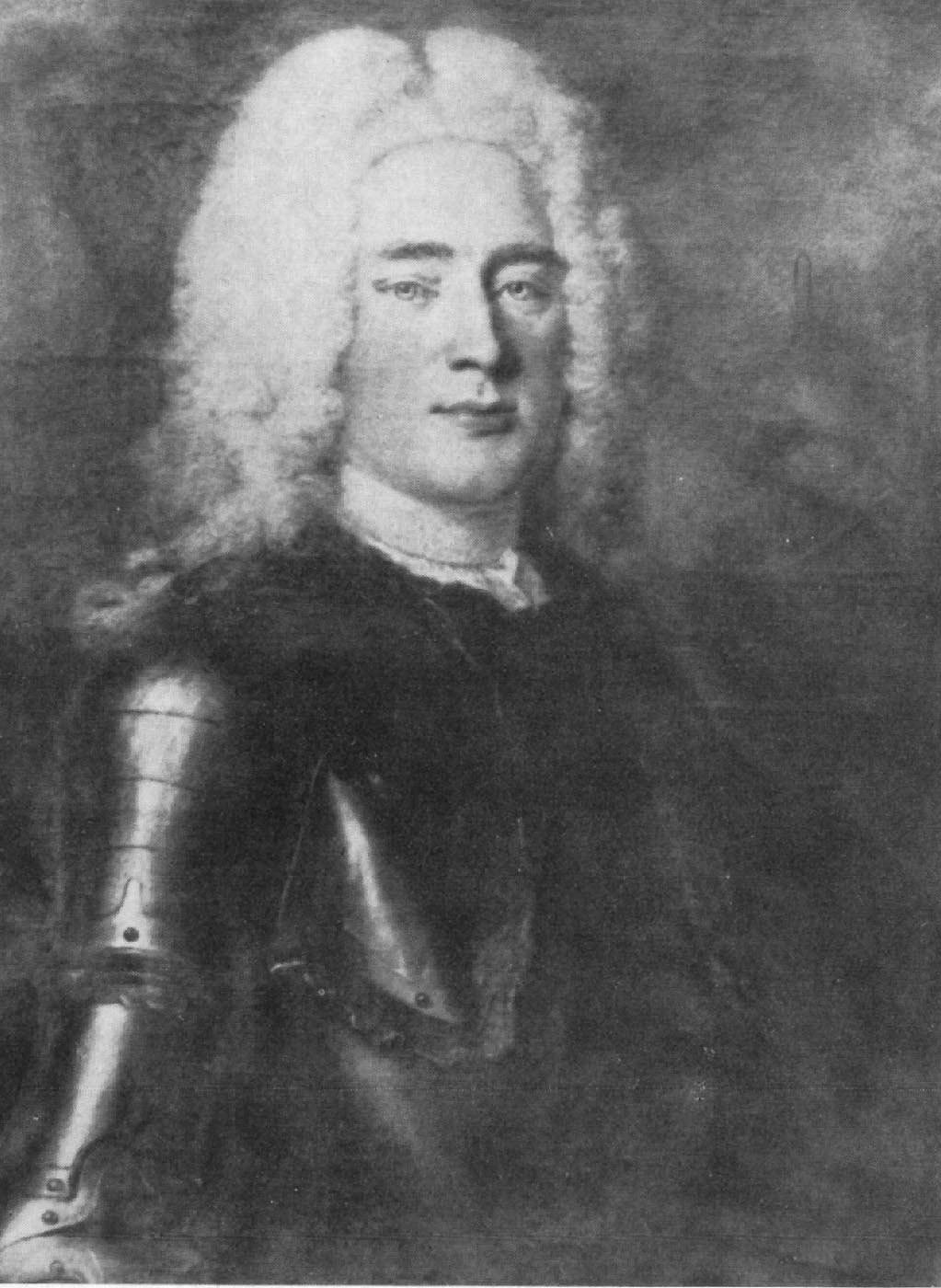
Helmuth von Plessen